# Kaden Elliss
Kaden Elliss (10 luglio 1995) è un giocatore di football americano statunitense che milita nel ruolo di linebacker per gli Atlanta Falcons della National Football League (NFL).

## Carriera

### New Orleans Saints
Elliss fu scelto nel corso del settimo giro (244º assoluto) del Draft NFL 2019 dai New Orleans Saints. Il 25 settembre 2019, dopo avere disputato 3 partite, fu inserito in lista infortunati per un problema a un ginocchio.

### Atlanta Falcons
Il 13 marzo 2023 Ellis firmò con gli Atlanta Falcons un contratto triennale del valore di 21,5 milioni di dollari.
Nel nono turno del 2024 Ellis mise a segno un massimo stagionale di 13 placcaggi e anche il primo sack stagionale nella vittoria sui Dallas Cowboys. La sua stagione si chiuse al sesto posto della NFL con 151 tackle.